# Чапаево (Новострой)
Чапаево — село в Новолакском районе (на территории Новостроя) Дагестана.

## География
Село Чапаево расположено недалеко от побережья Каспийского моря, к северу от города Махачкала.
Ближайшие населённые пункты: на севере — село Новолакское, на юге — село Новокули.

## История
Основано для переселенцев из населённого пункта Чапаево Новолакского района, существует проект создания здесь Новолакского района.
В сентябре 1991 года на III съезде народных депутатов республики Дагестан было принято постановление о восстановлении Ауховского района и о переселении лакцев из Новолакского района к побережью Каспийского моря.